# Атмосферный ядерный взрыв
Атмосферный ядерный взрыв — ядерный взрыв, происходящий в достаточно плотном воздухе ниже 100 км, где образуется ударная волна, но достаточно высоко, чтобы вспышка не коснулась земли.

## Классификация
Приведённая высота заряда в метрах на тонны тротилового эквивалента в кубическом корне (в скобках пример для взрыва мощностью 1 мегатонна) (С. 146, 232, 247, 457, 454, 458, 522, 652, 751),  (С. 26):
высотныйболее 10—15 км, но чаще считается на высотах 40—100 км, когда ударная волна почти не образуется
высокий воздушныйсвыше 10 м/т1/3, когда форма вспышки близка к сферической (свыше 1 км)
низкий воздушныйот 3,5 до 10 м/т1/3 — огненная сфера в процессе роста могла бы дойти до земли, но перед самым касанием отбрасывается вверх отражённой от поверхности ударной волной и принимает усечённую форму (от 350 до 1000 м)

## Особенности проявления атмосферного взрыва в зависимости от высоты

### Высотный взрыв
Высотный взрыв по своим проявлениям занимает промежуточное положение меж воздушным и космическим. Как при воздушном взрыве ударная волна образуется, но настолько незначительная, что не может служить поражающим фактором для наземных объектов. На высоте 60—80 км на неё идёт не более 5 % энергии. Как при космическом световая вспышка скоротечна, однако она намного ярче и опаснее, на световое излучение уходит до 60—70 % энергии взрыва. Электромагнитый импульс опасных для радиотехники параметров при высотном взрыве может распространяться на сотни километров(С. 157),(С. 23, 54).
Рентгеновское излучение ядерной детонации на высоте мезосферы охватывает большой объём разрежённого воздуха диаметром до нескольких километров. Нагретый до ~10 тыс. К воздух в доли первой секунды высвечивает около половины тепловой энергии через прозрачную низкоплотную ударную волну, на земле это выглядит как огромная световая вспышка в небе, вызывающая ожоги сетчатки и роговицы у смотревших в сторону взрыва и временное ослепление у остальных пострадавших, но не приводящая к ожогам кожи и пожарам. При сочетании большого размера светящегося шара с быстротой световой отдачи мощный высотный взрыв в ночных условиях может ослепить живые существа во всём районе прямой видимости, то есть в целом регионе диаметром до 1000 км и более
После вспышки с расстояний до тысяч км несколько минут наблюдается быстро растущий, поднимающийся и постепенно угасающий огненный шар диаметром до нескольких десятков км, окружённый слабо светящейся красным цветом ударной волной. Также на расстояниях в несколько тысяч километров в ночном небе могут появиться искусственные зори — аналог полярного сияния — свечение воздуха на высоте 300—600 км под действием бета-излучения взрыва.(С. 55, 83, 87, 559).
Ударная волна в низкоплотной атмосфере распространяется почти без потерь и вовлекает в движение большие объёмы воздуха. Потому такая ударная волна, хотя и не имеет достаточной энергии, она распространяется на большие расстояния и способствует заносу мезосферного воздуха в ионосферу и нарушению радиосвязи на коротких волнах(С. 505).

### Воздушный взрыв

#### Огненный шар
Взрывающийся заряд окружает плотный воздух, его частички поглощают и трансформируют энергию взрыва. Фактически мы можем видеть не взрыв заряда, а быстрое расширение и свечение шарообразного объёма воздуха. Радиус распространения в воздухе рентгеновского излучения, выходящего из заряда, 0,2 м/т1/3 (20 м для 1 Мт), после этого уже сам воздух переносит тепловую энергию путём радиационной диффузии. Максимальный радиус тепловой волны 0,6 м/т1/3 или 60 м для 1 Мт (С. 196). Далее границей шара становится ударная волна.
В начальной фазе свечения внутри шара огромная температура, но наблюдаемая снаружи температурная яркость невелика и лежит в пределах 10—17 тыс. К (С. 473, 474), (С. 24). Это объясняется особенностями пропускания света нагретым ионизованным воздухом. Росселандов пробег света (эдакая дальность видимости в плазме) в воздухе на уровне моря составляет при температуре 10 тысяч°C ~0,5 м, 20 тыс.°C 1 см 100 тыс.°C 1 мм, 300 тыс.°C 1 см, 1 млн.°C 1 м, а 3 млн. — 10 м (С. 172). Видимый свет излучает наружный, только начавший нагреваться слой шара с температурой порядка 10 тыс. К, толщина его мала и пробега в полметра хватает, чтобы свет вырвался наружу. Идущий следом слой в 20—100 тыс. К поглощает и своё и внутреннее излучение, тем самым сдерживая и растягивая во времени его распространение.
Пробег света ещё уменьшается с ростом плотности нагретой среды, а с уменьшением плотности увеличивается, приближаясь к бесконечности в условиях космоса. Этот эффект ответственен за необычность свечения вспышки в два импульса, большую продолжительность свечения, а также за образование ударной волны. Без него почти вся энергия взрыва быстро ушла бы в пространство в виде излучений, не успев как следует разогреть воздух вокруг остатков бомбы и создать сильную ударную волну, что и происходит при высотном взрыве.
Обычно огненный шар атомного взрыва свыше 1 килотонны светит в два захода, причём первый импульс длится доли секунды, а всё остальное время забирает второй импульс.
Первый импульс (первая фаза развития светящейся области) обусловлен скоротечным свечением фронта ударной волны. Первый импульс короток и диаметр шара в это время ещё мал, потому выход световой энергии невелик: всего ~1—2 % общей энергии излучения, большей частью в виде УФ-лучей и ярчайшего светового излучения, способного повредить зрение у случайно смотревшего в сторону взрыва человека без образования ожогов кожи (С. 49, 50, 313), (С. 26). Визуально первый импульс воспринимается как мельком возникшая и сразу гаснущая вспышка неясных очертаний, озаряющая всё вокруг резким бело-фиолетовым светом. Скорости роста и изменения яркости слишком велики, чтобы человек это заметил и регистрируются приборами и специальной киносъёмкой. Этот эффект по скорости напоминает фотовспышку, а в физическом плане к нему наиболее близки природная молния и искусственный электрический искровой разряд, при которых в канале пробоя развиваются температуры в несколько десятков тысяч градусов, испускается сине-белое свечение, ионизуется воздух и появляется ударная волна, на расстоянии воспринимаемая как гром (С. 493—495).
Сфотографированная через затемняющий светофильтр вспышка во время первого и с переходом во второй импульс может иметь причудливые формы. Особенно это выражено при маленькой мощности взрыва и большой массе наружных оболочек заряда. Искривление шарообразной ударной волны происходит из-за набега изнутри и столкновения с ней плотных сгустков испарившейся бомбы (С. 23). При взрывах большой мощности этот эффект выражен мало, так как ударная волна изначально выносится излучением далеко и сгустки бомбы едва поспевают за ней, огненная область остаётся шаром.
Если заряд был взорван на решётчатой башне с растяжками, то вдоль тросовых растяжек появляется конусообразный свет испарений и ударной волны, выбегающей по испарённому тросу вперёд от основного фронта (Канатные трюки).
Если мощный заряд имеет с одной стороны тонкий, а с другой толстый корпус, то во время первого импульса ударная волна шарообразно раздувается со стороны тонкого корпуса, а с массивной стороны распухает неровный волдырь (последняя фотография). В дальнейшем разница сглаживается.
Время наступления максимума температуры первого импульса зависит от мощности заряда (q) и плотности воздуха на высоте взрыва (ρ):
t1max = 0,001·q1/3·(ρ/ρ¸), сек (q в Мт) (С. 44)
где: ρ¸ — плотность воздуха на уровне моря.
Помимо видимых процессов внутри сферы в это время происходят невидимые, хотя и не имеющие значения в смысле поражающих факторов. После ухода из центра продуктов реакции и воздуха образуется полость с пониженным давлением, окружённая наружными сферическими уплотнёнными областями. Эта полость отсасывает часть паров бомбы и воздуха обратно к центру, где они сходятся, уплотняются, приобретая давление выше, чем в это время в ударной волне и затем вновь расходятся, создавая повторную волну сжатия небольшой интенсивности (С. 190) (С. 152). Процесс схож с пульсацией пузыря подводного взрыва (см. в статье Подводный ядерный взрыв)
Температурный минимум. После снижения температуры ниже 5000 К ударная волна прекращает излучать свет и становится прозрачной. Температура шара снижается до определённого минимума и затем вновь начинает расти. Это происходит из-за поглощения света ионизированным и насыщенным оксидами азота слоем воздуха в ударной волне. Глубина минимума зависит от толщины этого слоя и, соответственно, от мощности взрыва. При мощности 2 кт температурный минимум составляет 4800 К, при 20 кт 3600 К, при мегатонных взрывах приближается к 2000 К (С. 485). При взрывах менее 1 килотонны минимум отсутствует и шар светит одним коротким импульсом.
Время наступления температурного минимума:
tmin = 0,0025·q1/2, сек (q в кт) (С. 80)
tmin = 0,06·q0,4·(ρ/ρ¸), сек ±35 % (q в Мт) (С. 44)
Радиус шара в момент минимума:
Rmin = 27,4·q0,4, м (q в кт) (С. 81)
При минимуме шар светит намного слабее Солнца, примерно как обычный огонь или лампа накаливания. Если при съёмке использовать слишком затемняющий светофильтр, шар может совсем исчезнуть из вида. В это время через полупрозрачную ударную волну можно видеть внутреннюю структуру шара на несколько десятков метров вглубь.
Второй импульс (вторая фаза) менее горячий, в пределах 10 тыс. градусов, но намного более длительный (в сотни—тысячи раз) и сфера при нём достигает максимального диаметра, потому этот импульс является главным источником светового излучения как поражающего фактора: 98—99 % энергии излучения взрыва в основном в видимом и ИК диапазоне спектра. Он обусловлен испусканием глубинного тепла шара после исчезновения экранирующего свет наружного слоя NO2 (подробности см. в разделе примеров). В обеих фазах сфера светит почти как абсолютно чёрное тело (С. 50, 81), (С. 26), чем напоминает свет звёзд.
При взрыве любой мощности огненный шар с падением температуры меняет цвет от голубого к ярко-белому, затем золотисто-жёлтому, оранжевому, вишнёво-красному цвету (С. 86); этот процесс похож на перемещение остывающей звезды из одного спектрального класса к другому. Действие на окружающую местность во втором импульсе напоминает свечение Солнца (С. 319), как если бы оно быстро приблизилось к Земле, попутно увеличив свою температуру в 1,5—2 раза, а затем, медленно отходя и расширяясь, погасло. Разница по мощностям в скорости этого процесса. При маломощных взрывах нагретая область успевает погаснуть за секунды, не успев далеко уплыть от места детонации. При взрывах сверхбольших мощностей шар давно уже превратился в клубящееся облако, быстро поднимается и подходит к границе тропосферы, но всё продолжает палящее излучение в солнечных светло-жёлтых тонах, а окончание свечения происходит только через несколько минут в середине стратосферы.
Радиус шара в момент отрыва от него ударной волны:
Rотр. = 33,6·q0,4, м (q в кт) (С. 81)
К моменту второго максимума выделяется 20 % световой энергии. Время его наступления определяется так:
t2max = 0,032·q1/2, сек (q в кт) (С. 81). При мощности 1 Мт и выше это время может быть несколько меньше рассчитанного.
t2max ≈ 0,9·q0,42·(ρ/ρ¸)0,42, сек ±20 % (q в Мт) (С. 44)
Время окончания светового излучения как поражающего фактора (эффективная продолжительность свечения):
t = 10·t2max, сек; к этому времени выделяется 80 % энергии излучения (С. 355).
Максимальный радиус огненного шара перед превращением в облако зависит от многих факторов и точно быть предсказан не может, примерные его значения такие:
Rmax. ≈ 2·Rотр. = 67,2·q0,4, м (q в кт) (С. 82)
Rmax. ≈ 70·q0,4, м (q в кт) (С. 68)
| Состав энергии излучения огненного шара и сравнение его со светом звёзд (С. 86), (С. 139) |                                         |                       |              |                   |
| Температура                                                                               | Отношение энергии излучения к солнечной | Ультрафиолетовые лучи | Видимый свет | Инфракрасные лучи |
| 50 000 К (звезда R136a1)                                                                  | 5600                                    | почти 100 %           | менее 1 %    | менее 1 %         |
| 40 000 К (Наос)                                                                           | 2300                                    | ~95 %                 | 5 %          | менее 1 %         |
| 30 000 К (Альнитак)                                                                       | 730                                     | ~70 %                 | 30 %         | менее 1 %         |
| 20 000 К (Беллатрикс)                                                                     | 143                                     |                       |              |                   |
| 10 000 К (Сириус)                                                                         | 9                                       | 48 %                  | 38 %         | 14 %              |
| 9000 К (Вега)                                                                             | 5,9                                     | 40 %                  | 40 %         | 20 %              |
| 8000 К (Альтаир)                                                                          | 3,7                                     | 32 %                  | 43 %         | 25 %              |
| 7000 К (Полярная звезда)                                                                  | 2,2                                     |                       |              |                   |
| 6000 К (Хи¹ Ориона)                                                                       | 1,16                                    | 13 %                  | 45 %         | 42 %              |
| 5778 К (Солнце)                                                                           | 1                                       |                       |              |                   |
| 5273 К (Капелла)                                                                          | 0,7                                     | 7 %                   | 41 %         | 52 %              |
| 4000 К (Альдебаран)                                                                       | 0,23                                    | 2 %                   | 28 %         | 70 %              |
| 3000 К (Проксима Центавра)                                                                | 0,07                                    |                       |              |                   |
| 2000 К (Антарес)                                                                          | 0,014                                   | —                     | 2 %          | 98 %              |
| 1500 К (Коричневый карлик)                                                                | 0,005                                   | —                     | менее 1 %    | св. 99 %          |
| Примечания 1.                                                                             |                                         |                       |              |                   |

Первые строчки этой таблицы (20—50 тысяч градусов) относятся только к первому импульсу. Доля излучения в видимых лучах при таких температурах мала, однако суммарная излучаемая энергия при этом столь велика, что свет первого импульса всё равно намного ярче солнечного. Последние две строчки (1500 и 2000 К) относятся ко второму импульсу. Остальные температуры наблюдаются в обоих импульсах и промежутке между ними.

#### Воздушная ударная волна
Радиус места образования ударной волны в воздухе можно узнать по такой эмпирической формуле, подходящей для взрывов от 1 кт до 40 Мт и высот до 30 км (С. 23):
R = 47 · q0,324 · (ρ/ρ¸)−1/2 ±10 %, м (q в Мт)
При взрыве 1 Мт на уровне моря этот радиус ~47 м, на бо́льших высотах ударная волна появляется дальше и позже (на высоте 2 км на расстоянии 52 м, 13 км 100 м, 22 км 200 м и т. д.), а в космосе не появляется вообще.
Образовавшаяся ударная волна воздушного взрыва вначале свободно распространяется во все стороны, но при встрече с землёй проявляет несколько особенностей:
- недалеко от эпицентра появляется эффект увеличения давления в несколько раз (давление отражения) из-за складывания энергии фронта и скоростного напора;
- на дальних дистанциях, где поток воздуха у земли начинает горизонтальное движение, сказывается эффект наложения отражённой волны на падающую и образование совместной более мощной головной ударной волны или волны Маха вдоль поверхности.

Чтобы последний эффект проявился в полной мере, взрыв должен быть произведён на определённой высоте, примерно равной двум радиусам огненной сферы. Для взрыва в 1 килотонну это 225 м, 20 кт 540—600 м, 1 Мт 2000—2250 м (С. 91, 113, 114, 620) (С. 26). При такой высоте головная ударная волна разрушительной силы расходится на максимально возможные расстояния и достигается бо́льшая площадь поражения световым излучением и проникающей радиацией по-сравнению с наземным взрывом из-за отсутствия затемнения вспышки клубами пыли и экранирования зданиями и рельефом местности. Такой воздушный взрыв по действию ударной волны на дальних дистанциях уподобляется наземному мощностью почти в два раза большей. Но в эпицентре давление отражённой ударной волны ограничивается примерно 0,3—0,5 МПа, что недостаточно для разрушения особо прочных военных целей.
Исходя из этого воздушный ядерный взрыв имеет стратегическое и ограниченное боевое назначение:
- стратегическое — разрушение городов, промышленности и убийство мирных граждан на максимальной площади с целью полностью вывести противоборствующую сторону из строя и сделать невозможным её восстановление;
- тактическое — уничтожение легкобронированной военной техники, полевой фортификации и военнослужащих на поверхности с целью обезвредить противника на поле сражения и создать безопасный проход в укреплённой полосе обороны (Тоцкие войсковые учения). Может применяться для поражения выявленных скоплений передвижных пусковых установок ракет.

#### Ядерный гриб
Ядерный гриб высокого воздушного взрыва (свыше 10—20 м/т1/3 или свыше 1—2 км для 1 Мт) имеет особенность: пылевой столб (ножка гриба) может вообще не появиться, а если и вырастает, то не соприкасается с облаком (шляпкой). Пыль с поверхности, идущая столбом в потоке воздуха не достаёт до облака и не смешивается с радиоактивными продуктами (С. 454). На поздних стадиях развития гриба может создаться видимость срастания столба с облаком, но это впечатление чаще всего объясняется появлением конуса из конденсата паров воды.
Высокий воздушный ядерный взрыв почти не вызывает радиоактивного заражения. Источником заражения служат атомизированные продукты взрыва (пары бомбы) и изотопы компонентов воздуха и все они остаются в уходящем от места взрыва облаке. Изотопам не на чём осесть, они не могут быстро выпасть на поверхность и разносятся далеко и на большую площадь. А если это воздушный взрыв сверхбольшой мощности (1 Мт и более), то до 99 % образовавшихся радионуклидов заносятся облаком в стратосферу (С. 6) и не скоро опустятся на землю. Например, после типичных воздушных взрывов над Хиросимой и Нагасаки не было ни одного случая лучевой болезни от радиоактивного заражения местности, все пострадавшие получили дозы только проникающей радиации в зоне действия взрыва (С. 44, 592).

## Примеры эффектов атмосферного ядерного взрыва на различных расстояниях

### Примеры эффектов высотного ядерного взрыва
Взрыв Hardtack Teak мощностью 3,8 мегатоны в тротиловом эквиваленте на высоте 76,8 километров на основе  (С. 55, 56, 502)
| Действие высотного ядерного взрыва мощностью 3,8 Мт на высоте 76,8 км |                        |                       | |
| Время                                                                 | Диаметр огненного шара | Диаметр ударной сферы | Эффект |
|                                                                       | 1430 м                 |                       | Образование воздушной ударной волны (С. 23) |
| 0,3 сек                                                               | 17,6 км                |                       | В первые мгновения сила света вспышки особенно велика. У подопытных обезьян и кроликов ожоги глаз (ожоги сетчатки и роговицы) отмечались на расстоянии до 555 км (С. 559). |
| 1—2 с                                                                 |                        |                       | Снизу вспышки появляется свечение, вызванное бомбардировкой электронами частиц воздуха. Это свечение принимает вид сияющей зари, разбивается на снопы и начинает вытягиваться по направлению к северному геомагнитному полюсу (эффект полярного сияния). |
| 3,5 с                                                                 | 29 км                  |                       | Свечение вспышки намного ослабляется, эффекты взрыва можно наблюдать незащищёнными глазами. |
| 10-15 с.                                                              |                        |                       | Ударная сфера меняет цвет от белого к голубому и становится прозрачной: внутри её видно светящееся облако взрыва (огненный шар), поднимающееся с начальной скоростью 1,6 км/с. |
| 1 мин.                                                                |                        |                       | Огненный шар находится на высоте 145 км, продолжает подниматься со скоростью 1 км/с и расширяться со скоростью ок. 300 м/с. Заря ушла далеко за горизонт и наблюдается на расстоянии свыше 3200 км. |
| 2-3 мин.                                                              |                        |                       | Ударная волна давлением 0,00068 МПа пришла на поверхность: возможно небольшое разрушение остекления. Ударная сфера с уменьшением энергии становится красной. Её свечение обусловлено возбуждением ионизованного разреженного воздуха от нагрева в ударной волне. В нижней части сферы, где плотная атмосфера, свечения нет.                                                  |
| 6 мин.                                                                |                        | 960 км                | Ударная волна в разреженном воздухе из-за малых тепловых потерь и большого пробега молекул идёт значительно быстрее, чем в плотном, потому ударная сфера принимает вытянутый вид и в это время имеет намного большие размеры по-сравнению с таким же по мощности взрывом в приземной атмосфере (см. следующий пункт). Последние три фотографии сделаны с расстояния 1250 км. |
|                                                                       |                        |                       | Продукты взрыва достигают предельной высоты несколько сот км и начинают падать. |
| св. 1 часа                                                            |                        |                       | Через час после начала падения на высоте ок. 135 км продукты взрыва замедляются из-за роста плотности окружающего воздуха, рассеиваются на значительной площади (на расстояния до нескольких тысяч км), создают ионизацию в слое D и вызывают радиопомехи. |
| Время                                                                 | Диаметр огненного шара | Диаметр ударной сферы | Примечания |
| Примечания                                                            |                        |                       | |

### Примеры эффектов воздушного ядерного взрыва
Таблица составлена на основе статьи Г. Л. Броуда «Обзор эффектов ядерного оружия» (русский перевод), монографий «Физика ядерного взрыва», «Действие ядерного оружия», учебника «Гражданская оборона» и таблиц параметров ударной волны в источниках (С. 183), (С. 191), (С. 16), (С. 398), (С. 72, 73), (С. 156),.
Предполагается, что до 2 километров — это расстояние от центра воздушного взрыва, примеры воздействия на поверхность земли, разные предметы и живые существа предполагают высоту десятки—сотни метров. А далее — расстояние от эпицентра взрыва на наиболее «выгодной» высоте примерно 2 км для мегатонной мощности (С. 26) (С. 90—92, 114).
Время во втором столбике — на ранних стадиях (до 0,1—0,2 мсек) это момент прибытия границы огненной сферы, а в дальнейшем — фронта воздушной ударной волны и, соответственно, звука взрыва. До этого момента для далёкого наблюдателя картина вспышки и растущего ядерного гриба разворачивается в тишине. Приход ударной волны на безопасном расстоянии воспринимается как близкий пушечный выстрел и последующий рокот длительностью несколько секунд, а также ощутимое «закладывание» ушей, как на самолёте при снижении (С. 474) (С. 65).
Вообще говоря, взрыв в воздухе на маленькой высоте (ниже 350 м для 1 Мт) является наземным, но примеры воздействия таких взрывов на поверхность земли и объекты мы рассмотрим здесь, так как соответствующая таблица для наземного взрыва (см. в статье Ядерный взрыв) покажет в основном эффекты взрыва при падении бомбы на землю и срабатывании контактного взрывного устройства.
| Действие воздушного ядерного взрыва мощностью 1 Мт в тротиловом эквиваленте                                   |                               |                                       |                                         |                                                           |                                                     | |
| Условия в сфере: темп-ра давление плотность пробег света                                                      | Время Ярк-ть и цвет вспыш- ки | Рассто- яние Радиац. Световой импульс | УСЛОВИЯ В УДАРНОЙ ВОЛНЕ                 | УСЛОВИЯ В УДАРНОЙ ВОЛНЕ                                   | УСЛОВИЯ В УДАРНОЙ ВОЛНЕ                             | Примечания |
| Условия в сфере: темп-ра давление плотность пробег света                                                      | Время Ярк-ть и цвет вспыш- ки | Рассто- яние Радиац. Световой импульс | Темпера- тура Пробег света              | Давление фронта отражения напора Плотность                | Скорость фронта Время⊕ Скорость напора Время⇒       | Примечания |
| Внутри бомбы темно:) 288 К                                                                                    | Цвет корпуса бомбы            |                                       |                                         |                                                           |                                                     | Бомба (боеголовка) подходит к заданной высоте. Высотомер выдаёт сигнал системе подрыва. |
| | 0 c                           | 0 м                                   |                                         |                                                           |                                                     | Формальное начало отсчёта времени — в начале процесса термоядерных реакций (через ~10−4 сек от запуска системы и через ~1,5 мкс от момента взрыва триггера), когда в пространстве бомбы начинает накапливаться основное количество энергии. |
| 1 млрд К 108—n⋅107 МПа                                                                                        | 10−9 — 10−6c                  | 0 м                                   |                                         |                                                           |                                                     | До 80 % и более энергии реагирующего вещества трансформируется и выделяется в виде невидимых мягкого рентгеновского и частично жёсткого УФ излучений с энергией до 80—100 кэВ (около 1 млрд К) (С. 24), эти излучения в свою очередь в воздухе преобразуются в тепловую и световую энергию (Трансфер радиационной энергии(С. 36)). Рентгеновское излучение формирует тепловую волну, которая нагревает бомбу, выходит наружу и начинает прогревать окружающий воздух (С. 25); в начале выхода тепла бомба ещё не начала разлёт (скорость выхода излучения в 1000 раз больше скорости разлёта вещества), и в ней продолжают идти реакции. |
| ~n⋅107K до 108МПа ~50 м                                                                                       | ~0,7⋅10−7 c Цвет сферы        | 0 м                                   |                                         |                                                           |                                                     | Время выхода тепловой волны термоядерного взрыва из пределов бомбы, она быстро нагоняет и поглощает волну взрыва первой ступени. Далее плотность вещества в этой точке пространства за 0,01 сек падает до 1 % плотности окружающего воздуха, а через ~5 сек. со схлопыванием сферы и вторжением воздуха из эпицентра повышается до нормальной; температура за 1—1,5 сек с расширением падает до 10 тыс.°C, ~5 секунд снижается до ~4—5 тысяч с выходом светового излучения и дальше снижается с уходом вверх нагретой области; давление через 0,075 мсек падает до 1000 МПа, к моменту 0,2 мс вновь возрастает до ~10 000 МПа, а через 2—3 сек падает до 80 % атмосферного и затем несколько минут выравнивается, пока поднимается гриб (см. ниже). |
| |                               | 2 м                                   |                                         | пары бомбы ~107 МПа в момент 0,001 мс                     |                                                     | Бомба сразу исчезает из виду, и на её месте появляется яркая светящаяся сфера нагретого воздуха (огненный шар), маскирующая разлёт заряда. Скорость роста сферы на первых метрах близка к скорости света(С. 25). |
| 7,5⋅106 K 1ρ¸ 30 м                                                                                            | 0,9⋅10−7c ~⋅104К              | 7,5 м                                 |                                         |                                                           | до 3⋅108 м/с                                        | В промежутке от 10−8 до ~0,001 с идёт изотермический радиационный рост сферы и начальная фаза её свечения. Расширение видимой сферы до ~10 м идёт за счёт свечения ионизованного воздуха под рентгеновским излучением из недр бомбы. |
| 6⋅106 K 1ρ¸                                                                                                   | 1,1⋅10−7c ~⋅104К              | 10 м                                  |                                         | внутренний скачок 104—105 МПа ~4ρ¸ в момент 0,01-0,034 мс | 2,5⋅108м/с                                          | Реакции окончены, идёт разлёт вещества бомбы. Подвод энергии от заряда прекращается, и светящийся сфероид далее расширяется посредством радиационной диффузии самого нагретого воздуха. Энергия квантов излучения, покидающих термоядерный заряд такова, что их свободный пробег до захвата частицами воздуха 10 м и более и вначале сравним с размерами шара; фотоны быстро обегают всю сферу, усредняя её температуру, и со скоростью света отлетают из неё на несколько метров, ионизуя всё новые слои воздуха, отсюда одинаковая температура и околосветовая скорость роста. Далее от захвата к захвату фотоны теряют энергию, и длина их пробега сокращается, рост сферы замедляется. |
| 5⋅106 K 1ρ¸ 20 м                                                                                              | 1,2⋅10−7c ~⋅104К              | 12 м                                  |                                         |                                                           | 2,2⋅108 м/с                                         | Продукты реакции и остатки конструкции заряда — пары бомбы — ещё не успели отойти от центра взрыва (в пределах полуметра) и движутся со скоростью несколько тысяч км/с, и в сравнении с начальной почти световой скоростью фронта тепловой волны они почти стоят на месте. На этом расстоянии пары будут в момент 0,034 мсек, давление их зависит от конструкции и массы заряда. Удар паров современного относительно лёгкого заряда 1 Мт разрушительно воздействует на поверхность земли только до расстояний ~10 м (С. 196) |
| 4⋅106 K 1ρ¸                                                                                                   | 1,4⋅10−7c ~⋅104К              | 16 м                                  |                                         |                                                           | 1,9⋅108 м/с                                         | Пары бомбы в виде клубов, плотных сгустков и струй плазмы как поршень сжимают впереди себя воздух и формируют ударную волну внутри сферы — внутренний скачок (~1 м от центра), отличающийся от обычной ударной волны неадиабатическими, почти изотермическими свойствами и при тех же давлениях в несколько раз большей плотностью: сжимающийся скачком воздух сразу излучает бо́льшую часть энергии в прозрачный для излучений шар. |
| 3⋅106 K 1ρ˛ 10 м                                                                                              | 1,7⋅10−7c ~⋅104К              | 21 м                                  |                                         | внутренний скачок св.10 ГПа в момент 0,08 мс              | 1,7⋅108 м/с                                         | Нагретый объём воздуха начал расширяться во все стороны от центра взрыва. На первых двух-трёх десятках метров окружающие предметы перед налётом на них границы огненного шара с околосветовой скоростью практически не успевают нагреться (свет не дошёл), а оказавшись внутри сферы под потоком излучения подвергаются взрывному испарению. При взрыве на высоте до 30 м слой грунта толщиной до 10—20 см и диаметром несколько десятков м нагревается тепловой волной (рентгеновским излучением) до 10 млн К и полностью ионизуется (С. 29). В дальнейшем этот слой начинает взрывообразное расширение (быстрее продуктов обычного взрыва) и производит воронку с выбросом грунта (см. выше классификацию по высоте взрыва). |
| 2⋅106 K 1ρ˛ 10 млн. МПа 2—10 м                                                                                | 0,001 мc ~⋅104К               | 34 м                                  |                                         | 13000 МПа 0,6 МПа 1ρ¸                                     | 2⋅106 м/с 1000 м/с                                  | Облако паров бомбы: радиус 2 м, температура 4 млн. К, давление 107 МПа, скорость 1000 км/с. Область горячего воздуха: радиус 34 м, температура 2⋅106 K, давление 13 000 МПа (на самой границе 0 МПа), скорость движения воздуха от центра 1 км/с (не путать со скоростью расширения сферы) (С. 120). Внутренний скачок до 400 ГПа в радиусе 2—5 м. С ростом сферы и падением температуры энергия и плотность потока фотонов снижаются и их пробега (порядка метра) уже не хватает для околосветовых скоростей расширения огневого фронта. 30 м — максимальная высота взрыва 1 Мт, при которой в огненную сферу выбрасывается земля из воронки, выше её воронка образуется только от вдавливания грунта (С. 146). |
| 100 ГПа 1ρ¸                                                                                                   | ~0,01 мс ~⋅104К               | 37 м                                  |                                         | 10 тыс. МПа                                               |                                                     | Тепловая волна в неподвижном воздухе замедляется (С. 151). Расширяющийся нагретый воздух внутри сферы наталкивается на неподвижный у её границы и начиная с 36—37 м появляется волна повышения плотности — будущая внешняя воздушная ударная волна; до этого она не успевала появиться из-за опережающего вовлечения всё новых масс воздуха в тепловую сферу. Внутренний скачок в радиусе ~10 м с давлением до 100 000 МПа (С. 152). |
| св. 1млн. K 17 ГПа 1ρ¸ 1 м                                                                                    | 0,034 мс ~⋅104К               | 40—43 м                               | 700 000 К 0,5 м                         | 2,5-5 тыс. МПа 200 МПа ~1,3ρ¸                             | 5⋅105 м/с 16 000 м/с                                | Внутренний скачок и пары бомбы находятся в слое 8—12 м от места взрыва, пик давления до 17 000 МПа на расстоянии 10,5 м, плотность в ~4 ρ0, скорость ~100 км/с (С. 159),. Вещество паров бомбы начинает отставать от внутреннего скачка по мере того, как всё больше воздуха в нём вовлекается в движение. Плотные сгустки и струи сохраняют движение со скачком. Условия как в эпицентре взрыва РДС-6с (400 кт на высоте 30 м), при котором образовалась воронка диаметром около 40 м, глубиной 8 м с кривобережным озером и с множеством волновых гребней вокруг (её и сейчас можно видеть). Правда, сильный удар по поверхности в этом случае в значительной степени обеспечило испарённое вещество стальной башни весом ~25 т (С. 36). В 15 м от эпицентра или в 5—6 м от основания башни с зарядом располагался железобетонный бункер со стенами толщиной 2 м (Ближний каземат «БК-2») для размещения научной аппаратуры, сверху укрытый курганообразной насыпью земли толщиной 8 м (С. 559), (разрушен?). |
| 900000 K 0,9ρ¸ 0,8 м                                                                                          | 0,075 мс ~⋅104К               | ? м                                   |                                         | 3000 МПа 1,5 ρ¸                                           |                                                     | Основная масса паров бомбы, потеряв давление и отразясь от внутреннего скачка, останавливается и реверсирует обратно к центру, где в это время давление упало ниже ~1000 МПа(С. 152). |
| 10000 МПа | 0,087 мс ~⋅104К               | до 50 м                               |                                         | 4000 МПа 6,2—7ρ¸                                          |                                                     | Формируется наружная ударная волна: у границы сферы появляется сглаженный, но быстро нарастающий пик подъёма давления; пик давления внутреннего скачка ~10 000 МПа, находящийся в радиусе 25 м, напротив, выполаживается и сравнивается с внешним(С. 152). 50 м — максимальная высота взрыва 1 Мт, при которой в земле образуется вдавленная воронка без выброса грунта (?)(С. 232), при такой высоте в радиусе 100—150 м от эпицентра грунт прогревается нейтронным и гамма-излучением на глубину ~0,5 м и затем начинает температурное расширение и разлёт(С. 211, 213). Тело человека на таких расстояниях разрушилось бы только от одной проникающей радиации. |
| | до 0,1 мс ~⋅104К              | ~50 м                                 | ~0,5—1 млн. К 0,1 м                     | 3-5тыс. МПа 6000 МПа 6,2-7ρ¸                              | св. 100 км/с 40 км/с                                | Время и радиус образования внешней ударной волны или внешнего скачка (С. 152), (С. 23). До этого расстояния при надземном взрыве внутренний скачок и взрывное испарение поверхности земли сильнее воздействуют на защищённые объекты, чем поток возмущённого воздуха. ~0,1—0,2 мс переход от радиационного к ударному расширению, ударный фронт в это время представляет собой ударную волну в плазме: впереди идёт тепловая волна, нагревающая и ионизирующая воздух (граница изотермической сферы), а следом её догоняет скачкообразное повышение давления, температуры и плотности. Ширина фронта ударной волны от начала теплового прогрева до конца фазы сжатия быстро сокращается: при 750 000 К ~2 м, а при 500 000 К всего 40 см. Сейчас и до уровня 300 000 К волна носит название сверхкритической: в ней энергия излучения больше, чем энергия движения частиц и её параметры не подчиняются законам обычных ударных волн (С. 398—420).                                                              |
| |                               |                                       | 285—300 тыс. К 10−3—10−4м               | ? МПа ~10000 МПа ~7ρ¸                                     | 80—90 км/с св. 50 км/с                              | Критическая температура во фронте ударной волны, при которой давление и плотность излучения примерно равно давлению и плотности вещества; зона прогрева перед фронтом имеет такую же температуру, как и фронт. Далее поток вещества (энергия ударной волны) будет всё больше преобладать над потоком излучения — докритическая ударная волна в плазме; внешний скачок отделяется от фронта излучения — явление гидродинамической сепарации (С. 415) (С. 76, 79). Плотность вещества в сфере падает, оно как бы выдавливается запертым излучением из изотермической сферы в ударную волну, увеличивая её плотность и ширину. |
| | 0,2 мс ниже 50000 К           | 50—55 м                               | 160 000 К 3⋅10−5 м                      | 3000 МПа ~10000 МПа 7ρ¸                                   | 70 км/с 50 км/с                                     | Рост светящейся сферы далее не может идти за счёт передачи энергии излучением (С. 151), происходит переход от радиационного к ударному расширению, при котором видимое расширение и свечение огненного шара происходит за счёт сжатия воздуха в ударной волне, а излучение изотерм. сферы окончательно заперто. Ударная волна всё меньше ионизирует воздух впереди себя и из-за ухода слоя ионизации, поглощающего свет перед фронтом, наблюдаемая температура шара быстро поднимается, наступает первая фаза свечения или первый световой импульс, длящийся ~0,1 с (С. 25), (С. 79). Пары бомбы, сойдясь в центре, создают давление ~10 000 МПа при среднем давлении в сфере 2—3 тыс. МПа (С. 152), затем они снова разойдутся и распределятся в изотермической сфере. |
| | 0,36 мс и далее               | 58—65 м                               | 130 000 К                               | 2500 МПа 9000 МПа 7,5ρ¸                                   | св. 50 км/с ~45 км/с                                | С этого момента характер ударной волны перестаёт зависеть от начальных условий ядерного взрыва и приближается к типовому для сильного взрыва в воздухе (С. 152), то есть дальнейшие параметры волны могли бы наблюдаться при взрыве большой массы обычной взрывчатки. Окончательно сформировавшаяся ударная волна имеет температуру, близкую к ~100 тыс. К (С. 21, 22), максимально возможное давление её фронта 2500 МПа (С. 33). |
| | 0,5 мс 67 000 К               | 65 м                                  | 100 000 К 10−5 м                        | 1600 МПа 6300 МПа 8,9ρ¸                                   | 38420 м/с 34090 м/с                                 | Заодно это так называемая сильная ударная волна вплоть до давления 0,49 МПа, в которой скорость потока воздуха за фронтом больше скорости звука в нём (С. 107): сверхзвуковой поток сметает с поверхности все сколько-нибудь возвышающиеся предметы. При температуре фронта 100 000 К эффективная (наблюдаемая) температура 67 000 К, а температура зоны прогрева перед волной 25 000 К (С. 415, 472). В момент 1,4 мс здесь пройдёт внутренний скачок с давлением ~400 МПа. |
| | 0,7 мс                        | 67 м                                  |                                         |                                                           |                                                     | (С. 35). Наблюдаемая яркостная температура приближается к температуре ударной волны. Пробег света внутри сферы сокращается до сантиметров (С. 454) и далее снова растёт, так как с расширением и уменьшением энергии падает плотность и концентрация ионов, поглощающих фотоны; изотермия сферы продолжается не столько обменом излучением, сколько равномерным её расширением. |
| | 1 мс 80 000 К                 | 90 м                                  | 90 000 К 10−5 м                         | 1400 МПа 5400 МПа 8,95ρ¸                                  | 35400 м/с 31400 м/с                                 | Время максимума первого светового импульса (С. 44). При температуре фронта ударной волны ниже 90 000 К волна ионизационного нагрева (20 000 К) прекращает сильное экранирование фронта, наблюдаемая температура ~80 тыс. К (С. 467, 472). С этого момента яркостная температура недалеко от температуры в ударной волне и снижается вместе с ней. Освещённость земной поверхности в эти мгновения на расстоянии 30 км может быть в 100 раз больше солнечной (С. 475). После быстротечного первого импульса немедленно возникает длительный второй, который и воспринимается человеком, как растущая огненная сфера, но об этом ниже. |
| 400 000 K 150 МПа 0,3ρ¸ 0,02 м                                                                                | 1,4 мс 60 000 К               | 110 м                                 | 60 000 К 10−5 м                         | 700 МПа 2900 МПа 9,2ρ¸                                    | 25500м/с 1,5 с 22750м/с 2,4 с                       | При температуре фронта 65 000 К наружный слой ионизации толщиной меньше 1 мм прогрет до 9000 К (С. 466, 671). Внутренний скачок с давлением ~400 МПа находится в ~70 м (?). Аналогичная ударная волна в эпицентре взрыва РДС-1 мощностью 22 кт на башне на высоте 30—33 м сгенерировала сейсмический сдвиг, разрушивший имитацию тоннелей метро с различными типами крепления на глубинах 10 и 20 м (30 м?), животные в этих тоннелях на глубинах 10, 20 и 30 м погибли (С. 389, 654, 655). На оплавленной поверхности появилось малозаметное тарелкообразное углубление диаметром около 100 м, а в самом центре воронка диаметром ~10 м, глубиной 1-2 м (С. 641), от здания в 25 м от эпицентра остался мелкий щебень и следы фундамента. Сходные условия были в эпицентре взрыва «Тринити» 21 кт на башне 30 м: образовалась воронка диаметром 80 м и глубиной 2 м, а от башни с зарядом остались торчащие из земли оплавленные железобетонные опоры (см. рис.).                                              |
| | ? мc 40 000 К                 |                                       | 40 000 К                                | 413 МПа 1850 МПа 10ρ¸                                     | 19340 м/с 1,5 с 17410 м/с 2,4 с                     | Условия эпицентра взрыва Redwing Mohawk 360 кт на башне 90 м: на коралловой поверхности осталась воронка глубиной 2,5 м и диаметром 400 м. Частица воздуха, увлечённая с этого места волной, вначале скачком нагревается до 40 000 °C, через 0,002 с подходом ещё не сильно отставшей горячей изотермич. сферы поднимает температуру до 100 тыс.°C, а затем охлаждается: 0,01 с 70 тыс.°C, 0,1 с 23 000 °C, 0,3 с 10 000 °C, 1 с 5500 °C (С. 34). |
| | 3,3 мc 30 000 К               | 135 м                                 | 30 000 К 10−4 м                         | 275 МПа 1350 МПа 10,7ρ¸                                   | 15880 м/с 1,5 с 14400 м/с 2,4 с                     | Максимальная высота воздушного взрыва 1 Мт для образования заметной воронки (С. 43). Внутренний скачок, пройдя всю изотермическую сферу, догоняет и сливается с внешним, повышая его плотность и образуя т. н. сильный скачок — единый фронт ударной волны. |
| | 0,004 c 20 000 К              |                                       | 20 000 К                                | 165 МПа 840 МПа 11,2ρ¸                                    | 12170 м/с 1,5 с 11080 м/с 2,4 с                     | Частица воздуха с этого места скачком нагревается до 20 000 °C, через 0,02 с охлаждается с падением температуры волны до 15 000 °C, но с подходом уже отставшей изотермич. сферы вновь нагревается до 25 000 °C (0,04 с), и охлаждается: 0,1 с 20 000 °C, 0,25 с 10 000 °C, 0,6 с 10 000 °C (С. 34). |
| | 0,006 c 16 000 К Ахернар      | 153 м                                 | 16 000 К 10−3 м                         | 130 МПа 700 МПа 11,7ρ¸                                    | 10780 м/с 1,5 с 9860 м/с 2,4 с                      | Фронт ударной волны искривлён ударами изнутри плотных сгустков паров бомбы: на гладкой и блестящей поверхности шара образуются большие волдыри и яркие пятна (сфера как бы кипит). |
| 200 000 K 50 МПа 0,06ρ˛ 0,1 м                                                                                 | 0,007 c 13 000 К              | 190 м                                 | 13 000 К 10−3 м                         | 100 МПа 1466 МПа 570 МПа 12,2ρ¸                           | 9500 м/с 1,45 с 8700 м/с 2,4 с                      | В изотермической сфере диаметром ~150 м пробег излучения ~0,1—0,5 м (С. 241), на границе сферы порядка миллиметров(С. 474, 480). |
| | 0,009 с 11 000 К              | 215 м                                 | 11 000 К 0,01 м                         | 70 МПа 980 МПа 380 МПа 11,8ρ¸                             | 8000 м/с 1,43 с 7320 м/с 2,4 с                      | Аналогичная воздушная ударная волна РДС-1 на расстоянии 60 м (52 м от эпицентра) разрушила оголовки стволов, ведущих в имитации тоннелей метро под эпицентром (см. выше). Каждый оголовок представлял собой мощный железобетонный каземат на фундаменте большой опорной площади для удержания оголовка от вдавливания в ствол; сверху укрыт небольшой грунтовой насыпью. Обломки оголовков обвалились в стволы, последние затем раздавлены сейсмической волной (С. 654). |
| | 0,01 с 10 000 К               | 230 м                                 | 10 000 К 0,3 м                          | 57 МПа 300 МПа 11,4ρ¸                                     | 7166 м/с 1,41 с 6537 м/с 2,4 с                      | Частица воздуха, унесённая волной с этого места, скачком нагревается до 10 000 °C, через 0,05 с охлаждается до 7500 °C, в момент 0,15 с нагревается до 9000 °C, и охлаждается аналогично предыдущим (С. 34). |
| | 0,015 c 9500 К                | 240 м                                 | 9500 К 0,4 м                            | 50 МПа 644 МПа 250 МПа 11ρ¸                               | 6700 м/с 1,4 с 6140 м/с 2,4 с                       | В дальнейшем граница изотермической сферы не поспевает за ушедшим с ударной волной воздухом и повторный нагрев частиц больше не наблюдается. |
| | 0,02 c 7500 К                 | 275 м                                 | 7500 К 0,1 м                            | 30 МПа 343 МПа 130 МПа 9,7ρ¸                              | 5200 м/с 1,35 с 4700 м/с 2,4 с                      | Под действием первого светового импульса немассивные предметы испаряются за несколько десятков—сотню метров до прихода границы огн. сферы («Канатные трюки», см. рис.). |
| 100 000 K 10 МПа 0,02ρ¸ 0,5 м                                                                                 | 0,028 c 5800 К Солнце         | 320 м                                 | 5800 К 1 м                              | 21 МПа 220 МПа 85 МПа 9,2ρ¸                               | 4400 м/с 1,3 с 3900 м/с 2,4 с                       | Неровности на поверхности сферы сглаживаются. Длина пробега квантов света в ударной волне при 6—8 тыс. К составляет 0,1—1 м (С. 480), в изотерм. сфере диаметром ~200 м десятки см (С. 450). |
| | 0,03 с 5000 К                 | 330 м                                 | 5000 К 1 м                              | 17 МПа 180 МПа 66 МПа 8,91ρ˛                              | 3928 м/с 1,27 с 3487 м/с 2,4 с                      | Длина пробега видимого света в ударной волне при 5000 К вырастает до порядка 1 м, огненный шар перестаёт излучать как абсолютно чёрное тело и сжатый волной воздух больше не светится, сфера продолжает испускать свет от остаточного нагрева, а ударная волна теперь не в плазме. Но при температурах ниже 5000 К из атмосферных азота и кислорода при сжатии и нагреве образуются молекулы NO2, выходящие на первый план в испускании, поглощении света и экранировке внутреннего излучения; полная оптическая толщина слоя диоксида возрастает и внешнее излучение прогрессирующе падает (С. 476, 480, 482, 484). |
| | ~0,03—0,2 с                   |                                       | 5000—1000 К                             |                                                           |                                                     | Интересный момент: ударная волна вдруг теряет визуальную непрозрачность и через насыщенную окисью азота полупрозрачную ударную сферу, как через затемнённое стекло, частично видна внутренность огненного шара: |
| | 0,04 с                        | 370 м                                 | 4000 К                                  | 10 МПа 94 МПа 33 МПа 7,7ρ¸                                | 3030 м/с 1,25 с 2634 м/с 2,43 с                     | видны клубы паров бомбы, яркие остатки плотных сгустков, разбившиеся в лепёшку и как бы прилипшие к поверхности ширящейся ударной сферы и более глубокие нагретые и непрозрачные слои; в целом огненный шар в это время похож на фейерверк. |
| | 0,06 с                        | 420 м                                 | 3000 К 2 м                              | 7,56 МПа 65 МПа 23 МПа 7,05ρ¸                             | 2500 м/с 1,23 с 2300 м/с 2,43 с                     | Свободный пробег света в ударной волне при 3000 К около 2 м (С. 480), (С. 449). Радиус разрушения плотин из земли или камня внаброс(С. 68—69). |
| 85 000 K 3 МПа 0,015ρ¸ 1-2 м                                                                                  | 0,06—0,08 c 2600 К            | 435 м 1⋅106 Гр                        | 2600 К                                  | 6,1 МПа 17 МПа 6,67ρ¸                                     | 2400 м/с 1,2 с 2041 м/с 2,46 с                      | Температурный минимум излучения огненного шара, окончание 1-й фазы свечения, выделилось 1—2 % энергии светового излучения (С. 44),(С. 80, 81), (С. 484). В этот момент светимость огненного шара гораздо меньше эффективной температуры Солнца. Диаметр изотермической сферы ~320 м. |
| |                               |                                       | 2300 К                                  | 5 МПа 40 МПа 13 МПа 6,4ρ¸                                 | 2200 м/с 1,1 с 1850 м/с 2,47 с                      | Неподвижная точка в воздухе испытывает в пределах 1,5 с нагрев до 30 000 °C и падение до 7000 °C, ~5 с удержание на уровне ~6.500 °C и снижение температуры за 10—20 с по мере ухода огненного шара вверх. |
| 50 000 К 0,015ρ¸                                                                                              | 0,08—0,1 c                    | 530 м                                 | 2000 К                                  | 4,28 МПа 10 МПа 6,1ρ¸                                     | 2020 м/с 1,05 с 1690 м/с 2,48 с                     | Ударная волна уходит от границы огненного шара, скорость роста его заметно снижается (С. 80, 81). Новые молекулы NO2 во фронте больше не появляются, слой диоксида азота переходит из волны в огн. шар и перестаёт экранировать излучение (С. 484). |
| 50 000 К —1800 К                                                                                              | 0,1 с—1 мин.                  |                                       | ниже 2000 К                             |                                                           |                                                     | По мере увеличения прозрачности и роста длины пробега света в плазме, интенсивность свечения возрастает и детали как бы снова разгорающейся сферы становятся невидны. Видимая температура опять растёт, наступает 2-я фаза свечения, менее интенсивная, но в 600 раз более длительная. Процесс освобождения излучения напоминает окончание эры рекомбинации и рождение света во Вселенной через несколько сотен тысяч лет после Большого взрыва. |
| | 0,15 c                        | 580 м ~1⋅105 Гр                       | 1450 К                                  | 2,75 МПа 5,8 МПа 5,4ρ¸                                    | 1630 м/с 1 с 1330 м/с 2,5 с                         | С приходом фронта волны скачкообразный подъём температуры до 1200 °C, затем в течение 1 с нагрев до 15 000 °C и снижение до 5000 °C, ~5 с удержание и снижение T за 10—20 с. |
| | 0,2 с                         |                                       | 1150 К 246 дБ                           | 2 МПа 3,7 МПа 5ρ¸                                         | 1400 м/с 0,9 с 1100 м/с 2,55 с                      | Минимальное давление ударной волны 2 МПа для выброса грунта(С. 88). |
| | 0,25 c                        | 630 м 4⋅104Гр                         | 1000 К                                  | 1,5 МПа ~2,3 МПа 4,6ρ¸                                    | 1200 м/с 0,9 с 900 м/с 2,6 с                        | Здесь через 0,25 с будет граница роста изотерм. сферы. Нагрев неподвижной точки: скачком до 1300 °C, через 0,7 с до 4000 °C, 1—4 с ~3000 °C, 7 с 2000 °C, 10 с 1000 °C, 20 с 25 °C. |
| | 0,4 c                         | 800 м 20 000 Гр                       | 787 К                                   | 1 МПа 5,53 МПа 1,5 МПа 3,94ρ¸                             | 1040 м/с 0,87 с 772 м/с 2,7 с                       | Нагрев до 3000 °C. В эпицентре при отражённой волне 5 МПа предел прочности подземных сооружений метро. Условия эпицентра взрыва Teapot Bee 8 кт на мачте 152 м, когда от мачты остался оплавленный скрюченный обрубок. |
| |                               | 920 м                                 |                                         |                                                           |                                                     | Максимальная высота взрыва (919 м +/-30 %), при которой будет местное выпадение радиоактивных осадков (С. 82) |
| 30 000 K ~1 %ρ¸ 3 м                                                                                           | 0,51 c                        | 1000—1100 м 10 000 Гр ~20 000 кДж/м²  | 650 К                                   | 0,7 МПа 3,5 МПа 0,86 МПа 3,5ρ¸                            | 888 м/с 0,82 с 630 м/с 2,8 с                        | Здесь через неск. сек. будет граница роста огненого шара (С. 81, 82) (С. 111), (С. 107), (С. 107). Изотермическая сфера радиусом ~600 м с потерей тепла начинает разрушаться. Нагрев до 800—850 °C на 5 с. Эквивалент эпицентра взрыва Царь-бомбы 58 Мт на высоте 4 км, но давление ударной волны у поверхности было несколько меньше из-за пониженной плотности воздуха на такой высоте взрыва. |
| 17 000 K 0,2 МПа 0,01ρ¸ 10 м                                                                                  | 0,7 c                         | 1150 м ~5000 Гр                       | 552 К                                   | 0,5 МПа 2,2 МПа 0,5 МПа 3,1ρ¸                             | 772 м/с 0,85 с 518 м/с 2,85 с                       | Граница распространения сильной ударной волны: со снижением давления фронта ниже 0,49 МПа давление скоростного напора становится ниже давления фронта и далее ударная волна носит название «слабой» (С. 107), здесь также лежит граница резкого понижения плотности воздуха после прохода волны (С. 89). При падении температуры в огненном шаре ниже 20 000 К вещества паров бомбы соединяются с кислородом и образуют окислы (С. 32). |
| | 0,75 c                        | 1200 м                                | 552 К                                   | 0,45 МПа 1,9 МПа 0,42 МПа 3ρ¸                             | 740 м/с 1,12 с 486 м/с 3,6 с                        | При высоте взрыва 1200 м в летних условиях перед приходом ударной волны нагрев приземного воздуха толщиной от 10 до 1,5 м в эпицентре до 900 °C, в 1 км 650 °C, в 2 км ~400 °C; 3 км 200 °C; 4 км ~100 °C (С. 154). |
| | 0,81 c                        | 1250 м                                | 453 К                                   | 0,4 МПа 1,64 МПа 0,36 МПа 2,82ρ¸                          | 707 м/с 0,9 с 453 м/с 2,87с                         | При давлении фронта ниже 0,35—0,4 МПа скорость напора становится ниже скорости звука в волне, уменьшается сопротивление обтекания встречных предметов (С. 35) и в дальнейшем падает толкающая сила скоростного напора. Полное разрушение подземных кабельных линий, водопроводов, газопроводов, канализации, смотровых колодцев (отраж. волна 1,5 МПа) (С. 11),. |
| | 0,9 c 8—10 тыс. К Сириус      | 1300 м                                | 417 К                                   | 0,35 МПа 1,36 МПа 0,28 МПа 2,7ρ¸                          | 672 м/с 0,92 с 417 м/с 2,9 с                        | Максимум яркости второй фазы свечения сферы, радиус её в это время 875 м; к этому моменту она отдала ~20 % всей световой энергии (С. 44), (С. 81, 351, 355). С выростом длины пробега света обнажаются всё более глубокие слои нагретой сферы, скопом высвечивающие свою оставшуюся энергию в пространство; то есть сияние исходит изнутри и снаружи одновременно. Эквивалент эпицентра взрыва РДС-37 1,6 Мт на высоте 1550 м, в эпицентре хорошо показали себя убежища типа метро на глубинах от 10 до 50 м, животные в них остались целы. |
| 15 000 К 0,115 МПа                                                                                            | 1,13 с                        | 1400 м                                | 455 К                                   | 0,3 МПа 1,12 МПа 0,22 МПа 2,5ρ¸                           | 635 м/с 0,96 с 378 м/с 2,9 с                        | После второго максимума сфера ещё немного подрастает, но яркостная температура её начинает необратимое снижение: шар, переходящий в купол, а затем в облако, в течение ~1 минуты с падением температуры меняет цвет, как показано во втором столбце. |
| |                               | 1500 м                                | 445 К                                   | 0,28 МПа 1,05 МПа 0,2 МПа 2,4ρ¸                           | 625 м/с 1 с 370 м/с 3 с                             | Давление в сфере снижается до атмосферного. В этом радиусе нагрев точки в воздухе до 200 °C. |
| 12 000 K 0,015ρ¸ 20 м                                                                                         | 1,4 c                         | 1600 м 500 Гр                         | 433 К                                   | 0,26 МПа 0,96 МПа 0,17 МПа 2,3ρ¸                          | 605 м/с 1,1 с 350 м/с 2,8 с                         | На расстоянии 1,6 км от центра воздушного взрыва 1 Мт человек в бетонном убежище с толщиной перекрытия 73 см получит смертельное лучевое поражение, необходима толщина защиты 120 см бетона или 30 см стали (С. 16, 364). |
| 0,1 МПа | 1,6 с                         | 1750 м 70 Гр                          | 405 К 200 дБ                            | 0,2 МПа 0,666 МПа 0,11 МПа 2,1ρ¸                          | 555 м/с 1,2 с 287 м/с 2,8 с                         | Условия по ударной волне близки к условиям в районе эпицентра взрыва в Нагасаки (~21 кт на высоте ~500 м). Эквивалент района эпицентра взрыва в Хиросиме (13—18 кт на высоте 580—600 м) для 1 Мт будет при высоте 2250 м; при давлении во фронте 0,1 МПа давление отражённой волны в эпицентре ~0,3 МПа (С. 28) (С. 191). Если бы здесь был эпицентр, отражённая волна 0,7 МПа разрушила бы отдельно стоящие убежища, рассчитанные на 0,35 МПа (близко к типу А-II или классу 2 0,3 МПа) (С. 114). |
| | 1,8 c 7000 К                  | 1900 м                                | 370 К 199 дБ                            | 0,18 МПа 0,57 МПа 0,09 МПа 2ρ¸                            | 537 м/с 1,3 с 268 м/с 2,7 с                         | Огненная сфера достигает почти максимального диаметра 1,9 км и на 3 секунды зависает в километре от поверхности, продолжая расширяться больше вверх и в стороны. Давление внутри становится ниже 1 атм. |
| (~5000 К) 1—0,85 атм                                                                                          | 2 с                           | 2000 м 50 Гр ~15 000 кДж/м²           |                                         | 0,16 МПа 0,49 МПа 0,07 МПа 1,9ρ¸                          | 519 м/с 1,7 с 247 м/с 3,2 с                         | Эпицентр. В летних условиях перед приходом ударной волны нагрев приземного воздуха толщиной 9—12 м в эпицентре до 2100 °C, в радиусе 1 км 1000 °C, в 2 км св. 300 °C (С. 180). В рассматриваемых ниже зимних условиях нагрев воздуха значительно меньше, но взамен складываются наилучшие условия для отражения и распространения ударной волны. |
| Условия в облаке                                                                                              | Время Ярк-ть и цвет облака    | Радиус Радиац. Световой импульс       | УСЛОВИЯ Темп-ра Звук                    | В УДАРНОЙ Давление Плотность                              | ВОЛНЕ Скорость Время→                               | С этого момента отсчёт расстояния идёт по поверхности земли от точки эпицентра взрыва на высоте 2 км. |
| | 2 с                           | 0 м 50 Гр ~15 000 кДж/м²              | 198-207дБ                               | 0,16⇒0,49 МПа                                             |                                                     | В радиусе от 0 до 2000 м — зона регулярного отражения(С. 25) или ближняя зона (С. 29), в которой волна падает отвесно, отражается и давление у поверхности приближается к давлению отражения. Разрушение убежищ, рассчитанных на 200 кПа (тип А-III или класс 3) (0,5 МПа). Молниеносная форма лучевой болезни (50 Гр и выше), 100 % летальность в течение 6—9 суток только от радиации(С. 69). Электромагнитный импульс имеет напряжённость электрического поля 13 кВ/м(С. 39). |
| |                               | 700 м                                 | 197-206дБ                               | 0,14⇒0,4МПа                                               |                                                     | Когда волна приходит не перпендикулярно, то на высокие наземные сооружения действуют два удара: первый сверху — фронт падающей волны (0,14 МПа), через несколько сотых долей секунды второй — отражённая от земли волна (до 0,4 МПа), идущая под углом вверх(С. 10, 144). На подземные сооружения будет действовать один удар отражения. Разрушение ленточных фундаментов жилых зданий 0,4 МПа (С. 11) (не говоря уже о наземной их части). Слабое разрушение отдельно стоящих убежищ, рассчитанных на 0,35 МПа(С. 114),. |
| |                               | 1000 м                                | 196-205дБ                               | 0,12⇒0,35 МПа                                             |                                                     | Вероятность гибели человека от первичного действия ударной волны около 50 % (0,314—0,38 МПа) (С. 541)(0,32 МПа) (С. 307), практически у всех порваны барабанные перепонки (0,28-0,31 МПа) (С. 541). |
| | 3 с                           | 1500 м                                | 194-204дБ                               | 0,1⇒0,3МПа                                                |                                                     | 0,3 МПа — расчётное давление ударной волны для проектирования конструкций и защитных устройств подземных сооружений линий глубокого заложения метрополитена. Полное разрушение металлических и ж/б мостов пролётом 30—50 м 0,2—0,3 МПа, (С. 27), полное разрушение убежищ в подвальных помещениях многоэтажных зданий (0,17—0,3 МПа) (С. 12), (С. 11), сильное и полное разрушение железнодорожных путей (0,2—0,5 МПа), слабое разрушение смотровых колодцев канализации и водопровода, кабельных подземных линий (0,2—0,4 МПа) (С. 27),. |
| |                               | 2000 м                                | 191-200дБ                               | 0,08⇒0,2МПа                                               |                                                     | Полное разрушение бетонных, железобетонных монолитных (малоэтажных) и сейсмостойких зданий (0,2 МПа) (С. 26),. Давление 0,12 МПа и выше — вся городская застройка сливается в сплошные завалы высотой 3—4 м(С. 276), (С. 60). Полное разрушение встроенных убежищ, рассчитанных на 50 кПа (0,125 МПа). Человек получает баротравму лёгких средней тяжести (0,15—0,2 МПа) (С. 206). |
| | 4,6 c 5-6 тыс. К Солнце       | 2100 м 20 Гр                          | 365 К 195 дБ                            | 0,11 МПа 0,34 МПа 0,04 МПа 2,1ρ¸                          | 470 м/с 1,75 с 180 м/с 3 с                          | При высоте взрыва 2 км начиная от радиуса 2000 м — зона нерегулярного отражения(С. 25): ударная волна падает под углом 45 °, фронт отражённой волны догоняет падающую и у поверхности образуется головная ударная волна, идущая параллельно земле — эффект или волна Маха(С. 112)(С. 30). Указанное в 5-й строчке давление отражения теперь реализуется при ударе волны Маха о перпендикулярную неразрушаемую стенку. Отражённая от эпицентра ударная волна достигает начавшую подниматься огненную сферу. |
| (7 500 К) 0,02ρ˛ ~100 м                                                                                       | 5 с                           | 2230 м ~10 Гр                         | 353 К 194 дБ                            | 0,1 МПа 0,275 МПа 0,03 МПа 1,63ρ¸                         | 460 м/с 2 с 174 м/с 2,9 с                           | Опасные поражения человека ударной волной (0,1 МПа и более) (С. 12). Разрыв лёгких ударной (С. 540) и звуковой волной, 50%-я вероятность разрыва барабанных перепонок (0,1 МПа) (С. 206). Крайне тяжёлая острая лучевая болезнь, по сочетании травм 100 % летальность в пределах 1—2 недель(С. 67—69),. Некоторые люди внутри зданий при давлении ударной волны 0,1—0,14 МПа могут выжить (наблюдения в Хиросиме) (С. 612). Безопасное нахождение в танке, в укреплённом подвале с усиленным ж/б перекрытием(С. 238) и в большинстве убежищ Г. О. Разрушение грузовых автомобилей. 0,1 МПа — расчётное давление ударной волны для проектирования конструкций и защитных устройств подземных сооружений линий мелкого заложения метрополитена. |
| (4000 К) 0,9-0,8 атм                                                                                          |                               | 2550 м 3 Гр                           | 347 К 193 дБ                            | 0,09 МПа 0,025 МПа                                        | 450 м/с 2,15 с 160 м/с 2,95 с                       | Отражённая волна прокатывается по огненной области: шар приплющивается, подминается снизу и ускоряет подъём, причём центральная и более нагретая часть поднимается быстрее, а окраинные и холодные части медленнее; пустая изотермическая полость в сфере схлопывается преимущественно вверх, образуя быстрый восходящий поток над эпицентром — будущую ножку гриба. Полное разрушение железобетонных зданий с большой площадью остекления 0,09-0,1 МПа. На расстояниях свыше 2,5 км (давление <0,1 МПа) в сильный дождь и туман давление ударной волны может упасть на 15—30 %; снегопад почти не влияет на волну (С. 183). |
| |                               | 2800 м 1 Гр 8000кДж/м²                | 341 К 192 дБ                            | 0,08 МПа 0,21 МПа 0,02 МПа                                | 439 м/с 2,2 с 146 м/с 3,15 с                        | В мирных условиях и своевременном лечении люди, получившие дозу 1—1,6 Гр имеют неопасное лучевое поражение (С. 67), но при сопровождающих катастрофу антисанитарии и тяжёлых физических и психологических нагрузках, отсутствии медицинской помощи, питания и нормального отдыха около половины оказавшихся вне укрытий погибают только от радиации и сопутствующих заболеваний (С. 52), а по сумме повреждений (плюс травмы, ожоги, завалы) в зоне свыше 0,08 МПа гибнут 98 %. Давление менее 0,1 МПа — городские районы с плотной застройкой превращаются в сплошные завалы (С. 28). Полное разрушение деревоземляных ПРУ, рассчитанных на 30 кПа (0,08 МПа). Среднее разрушение сейсмостойких зданий (0,08—0,12) МПа. Корабль (пароход) получает сильные повреждения и теряет подвижность (0,08—0,1 МПа) (С. 114) (С. 256), но остаётся на плаву. |
| |                               | 2900 м                                | 335 К 191 дБ                            | 0,07 МПа 0,18 МПа 0,015 МПа 1,46ρ¸                        | 430 м/с 2,33 с 160 м/с 3,2 с                        | Сфера перешла в огненный купол, в нём после схлопывания пустой полости раскалённые газы заворачиваются в торообразный вихрь, сохраняющийся до конца подъёма гриба; горячие продукты взрыва локализуются в верхней части купола. Область 0,07 МПа — радиус зоны сильного запыления после взрыва (широкого основания ножки «гриба»)(С. 117). Обрушение дымовых труб с толщиной ж/б стен 20 см (0,07 МПа)(С. 136, 137). Полное разрушение подвалов без усиления конструкций (0,075 МПа), слабое разрушение встроенных убежищ, рассчитанных на 0,05 МПа (0,075 МПа). |
| |                               | 3200 м                                | 329 К 190 дБ                            | 0,06 МПа 0,15 МПа 0,01 МПа 1,4ρ¸                          | 416 м/с 2,5 с 115 м/с 3,3 с                         | Купол, переходящий в облако, как пузырь всплывает вверх, увлекая за собой столб из дыма и пыли с поверхности земли: начинает расти характерный взрывной гриб. Столб запылённого воздуха (ножка гриба) не достаёт до облака и весь подъём тянется за ним отдельно, пыль с земли не смешивается с продуктами реакции. Скорость ветра у поверхности к эпицентру ~100 км/ч. Тяжёлые поражения человека ударной волной (0,06—1 МПа) (С. 12),. Полное разрушение водонапорных башен (0,06—0,07 МПа) (С. 27),. |
| |                               | 3600 м ~0,05 Гр                       | 323 К 188 дБ                            | 0,05 МПа 0,12 МПа 0,008 МПа 1,33ρ¸                        | 404 м/с 2,65 с 99,2 м/с 3,5 с                       | Неопасная доза радиации. Люди и предметы оставляют «тени» на асфальте. Полное разрушение административных многоэтажных каркасных (офисных) зданий (0,05—0,06 МПа), укрытий простейшего типа; сильное и полное разрушение массивных промышленных сооружений 0,05—0,1 МПа(С. 26),(С. 11), (С. 27), . Практически вся городская застройка разрушена с образованием местных завалов (один дом — один завал) (С. 246), отдельные обломки отбрасываются до 1 км. Полное разрушение легковых автомобилей. Полное уничтожение леса (0,05 МПа и более) (С. 60), район выглядит так, будто там ничто не росло. В зоне с этим радиусом 75 % убежищ сохраняется (С. 44). Разрушения аналогичны землетрясению 10 бал. |
| |                               | 4300 м                                | 316 К 186 дБ                            | 0,04 МПа 0,09 МПа 0,0052 МПа 1,26ρ¸                       | 392 м/с 2,8 с 82 м/с 3,65 с                         | Средние поражения человека ударной волной (0,04—0,06 МПа), (С. 12). Полное разрушение складов, немассивных промышленных зданий 0,04—0,05 МПа; сильное разрушение многоэтажных железобетонных зданий с большой площадью остекления 0,04-0,09 МПа и административных зданий 0,04—0,05 МПа. |
| | 8—10 с                        |                                       |                                         |                                                           |                                                     | Окончание эффективного времени второй фазы свечения, выделилось ~80 % суммарной энергии светового излучения (С. 355). Оставшиеся 20 % неопасно высвечиваются до конца первой минуты с непрерывным понижением интенсивности, постепенно теряясь в клубах облака. Дальнейшие по времени разрушительные воздействия связаны с уходящей ударной волной и разгорающимися пожарами, а ядерный гриб атмосферного взрыва, несмотря на грандиозный и устрашающий вид, становится практически безвредным, если не считать опасность пролёта сквозь него на самолёте (С. 242). |
| ~3500 К | 10 с ~3000 К                  | 4600 м 4000кДж/м²                     | 313 К 185 дБ                            | 0,035 МПа 0,004 МПа 1,23ρ¸                                | 386 м/с 3,15 с 73 м/с 3,8 с                         | Огненный купол превращается в огненное облако, с подъёмом растущее в объёме; скорость подъёма ~300 км/ч. На расстоянии 5 км от эпицентра высота фронта волны Маха 200 м. Радиус начала повреждений барабанных перепонок ударной волной (0,035 МПа (С. 541), 0,034—0,045 МПа (С. 206)). В радиусе давления 0,035—0,08 МПа 50 % людей гибнут, 40 % получают ранения, 10 % остаются невредимы. В Хиросиме в радиусе давления 0,035 МПа (1,6 км) до 90 % людей (учащиеся) на улице погибли и пропали без вести, а среди находившихся в разных укрытиях выжили 74 %. Автомобиль получает большие вмятины, разбивание стёкол и выбивание дверей, но может остаться на ходу (0,035 МПа) (С. 35, 92, 247, 612). Разрушение укрытий простейшего типа (0,035—0,05 МПа) (С. 11). |
| | ~5 с— 1 мин.                  |                                       |                                         |                                                           |                                                     | В случае взрыва во влажной атмосфере за фронтом ударной волны, в области разрежения и охлаждения, появляются конденсационные облака (эффект камеры Вильсона)(С. 52) в виде расширяющегося купола, кольца, системы колец, полос или просто облаков, окружающих растущий «гриб» и постепенно исчезающих. Эти образования являются позже максимума свечения и практически не ослабляют опасный световой импульс. На 10—15-й секунде они могут полностью закрыть взрыв и образовать туманный купол, который из-за яркой внутренней подсветки сам становится похож на огненный шар гораздо большего масштаба, чем есть на самом деле. |
| |                               | 5300 м 3000кДж/м²                     | 310 К 184 дБ                            | 0,03 МПа 0,066 МПа 0,003 МПа 1,21ρ¸                       | 380 м/с 3,3 с 63 м/с 3,9 с                          | Радиус ожогов третьей-четвёртой степени в зимней одежде (2093 кДж/м² и выше). При взрыве 0,5 Мт отброс ударной волной 0,03 МПа человека весом 80 кг стоя: 18 м с начальной скоростью 29 км/ч, лёжа: 1,3 м и 11 км/ч(С. 229). В случае падения головой о твёрдое препятствие со скоростью 25 км/ч и выше 100%-я гибель, телом со скоростью 23 км/ч и выше — порог летальности (С. 287, 288). Полное разрушение многоэтажных кирпичных домов 0,03—0,04 МПа, панельных домов 0,03—0,06 МПа, сильное разрушение складов 0,03—0,05 МПа, среднее разрушение каркасных административных зданий 0,03—0,04 МПа, слабое разрушение деревоземляных противорадиационных укрытий, рассчитанных на 0,03 МПа (0,03—0,05 МПа)(С. 11),(С. 26),(С. 27),. Разрушения аналогичны землетрясению 8 баллов. Безопасно почти в любом подвале. |
| | 15 с                          | 6400 м 2000кДж/м²                     | 307 К 182 дБ                            | 0,025 МПа 0,0021 МПа 1,17ρ¸                               | 374 м/с 3,5 с 54 м/с 4 с                            | На огненном облаке появляются тёмные пятна. Ожоги второй—третьей степени в зимней одежде (1675—2093кДж/м²) (С. 238), без учёта ожогов пламенем горящей одежды и пожаров вокруг. Люди и предметы оставляют «тени» на вспузыренной окрашенной поверхности (до 1675 кДж/м²) (С. 335). Слабое разрушение сейсмостойких зданий 0,025—0,035 МПа. На первых километрах выживший после взрыва человек будет плохо понимать, что происходит вокруг из-за поражения слуха и сотрясения мозга ударной волной. |
| |                               | 7500 м 1500кДж/м²                     | 303 К 180 дБ                            | 0,02 МПа 0,042 МПа 0,0014 МПа 1,14ρ¸                      | 367 м/с 3,7 с 44 м/с 4,2 с                          | «Гриб» вырос до 5 км (3 км над центром взрыва), скорость подъёма 480 км/час (С. 38). Радиус ожогов первой степени в зимней одежде (1465—1675 кДж/м²) (С. 238). Лёгкие поражения человека ударной волной (0,02—0,04 МПа),(С. 12). Полное разрушение деревянных домов (0,02—0,03 МПа), сильное разрушение кирпичных многоэтажных домов (0,02—0,03 МПа), среднее разрушение кирпичных складов (0,02—0,03 МПа), многоэтажных железобетонных 0,02—0,04МПа, панельных (0,02—0,03 МПа) домов; слабое разрушение административных каркасных зданий (0,02—0,03 МПа), массивных промышленных сооружений (0,02—0,04 МПа), подвалов без усилений несущих конструкций(С. 11),(С. 27)(С. 26),. Воспламенение автомобилей. В радиусе 7,5 км в лесном массиве повалено до 90 % деревьев, район практически непроходим (С. 259). Разрушения аналогичны землетрясению 6 бал., урагану 12 бал. до 39 м/с. |
| | 25 с                          | 10 000 м 800кДж/м²                    | 300 К 178 дБ                            | 0,015 МПа 0,0008 МПа 1,1ρ¸                                | 360 м/с 4 с 33 м/с 4,4 с                            | Граница района многочисленных травм от падения и от летящих обломков и осколков стекла (0,014 МПа и более) (С. 624). Ожоги третьей—четвёртой степени в летней одежде (св. 630 кДж/м²), ожоги третьей степени в демисезонной одежде (С. 238). В радиусе 0,014—0,035 МПа 5 % гибнут, 45 % травмируются, 50 % невредимы. Среднее разрушение малоэтажных кирпичных домов 0,015—0,025 МПа(С. 27). В радиусе 9,5 км повалено около 30 % деревьев, лесной массив проходим только пешеходами (С. 259). |
| |                               | 12 300 м                              | 298 176 дБ                              | 0,012 МПа 0,0005 МПа                                      | 356 м/с 26 м/с                                      | Вся масса облака вращается огненным кольцом. Если взрыв произошёл над морем, то гриб-облако будет висеть в воздухе без пылевого столба. Ударная волна 0,012 МПа может перевернуть дом-прицеп (жилой трейлер) (С. 215). В радиусе 12 км лесной массив теряет немного деревьев и поломаны ветви, район проходим автотранспортом (С. 171). |
| |                               | 13 300 м 500кДж/м²                    |                                         |                                                           |                                                     | У гриба может появиться «юбочка» из конденсата паров воды в потоке тёплого воздуха, веером затягиваемого облаком в холодные верхние слои атмосферы. В дальнейшем этот паровой конус сливается с пылевым столбом и сам становится ножкой гриба. Радиус ожогов третьей степени открытой кожи (500 кДж/м² и выше), ожоги второй степени в летней и межсезонной одежде (420—630 кДж/м²) (С. 238),. |
| |                               | 14 300 м                              | 296 К 174 дБ                            | 0,01 МПа 0,02 МПа 0,00034МПа 1,07ρ¸                       | 354 м/с 23 м/с                                      | «Гриб» вырос до 7 км (5 км от центра) (С. 39); огненное облако светит всё слабее. Воспламеняется бумага, тёмный брезент. Зона сплошных пожаров, в районах плотной сгораемой застройки возможны огненный шторм, смерч (Хиросима, «Операция Гоморра»). Слабое разрушение панельных зданий 0,01—0,02 МПа. Вывод из строя авиатехники и ракет 0,01—0,03 МПа. Разбиты 100 % оконных стёкол (0,01 МПа и выше) (С. 195). Разрушения аналогичны землетрясению 4—5 баллов, шторму 9—11 балов V = 21—28,5м/с. |
| |                               | ~15 000 м 375кДж/м²                   |                                         |                                                           |                                                     | Радиус ожогов второй—третьей степени открытых частей тела и под летней одеждой (375 кДж/м² и выше), первой степени в демисезонной одежде (С. 238),. Зона давления 0,01 МПа — внешняя граница очага поражения по ударной волне для незащищённого человека (С. 44), |
| |                               | 17 000 м                              | 172 дБ                                  | 0,008 МПа 0,00022МПа 1,06ρ¸                               | 351 м/с 19 м/с                                      | В радиусе давления 0,007—0,014 МПа 25 % людей травмируются, 75 % невредимы. Среднее разрушение деревянных домов 0,008—0,012 МПа. Слабое разрушение многоэтажных кирпичных зданий 0,008—0,010 МПа, (С. 27). |
| | 40 с                          | 20 000 м 250кДж/м²                    | 170 дБ                                  | 0,006 МПа 0,00012МПа 1,042ρ¸                              | 349 м/с 14 м/с                                      | Скорость роста гриба 400 км/ч (С. 93). Радиус ожогов первой степени в летней одежде (250 кДж/м² и выше). Слабое разрушение деревянных домов 0,006—0,008 МПа (С. 27,). |
| |                               | 21 300 м 200кДж/м²                    |                                         |                                                           |                                                     | К концу минуты на облаке исчезают последние светящиеся пятна (С. 56). Радиус ожогов первой степени открытой кожи (200 кДж/м² и выше) — в пляжной одежде выход из строя и возможна гибель. Исписанный лист бумаги выгорает, в то время как чистый лист остаётся цел (210 кДж/м²)(С. 336, 554). |
| ~1800 К | 1 мин.                        | 22 400 м 150кДж/м²                    | 293 К 168 дБ                            | ~0,005 МПа 9⋅10−5МПа 1,03ρ¸                               | 347 м/с 12 м/с                                      | "Гриб" поднялся до 7 км от центра взрыва. Через минуту с падением температуры газов ниже 1800 К облако окончательно перестаёт излучать свет (С. 35), (С. 477), и теперь, при сухой погоде может иметь красноватый, рыжеватый или коричневый оттенок из-за содержащихся в нём окислов азота (С. 436), (С. 64), (С. 31), чем будет выделяться среди других облаков. Если же взрыв состоялся при высокой влажности, то облако будет белым или желтоватым. Разрушение армированного остекления. Корчевание больших деревьев (вне лесных массивов). Зона отдельных пожаров. |
| | 1,5 мин.                      | 32 км 60 кДж/м²                       | 291 К 160 дБ                            | ~0,002 МПа 1⋅10−5 МПа                                     | 343 м/с 5 м/с                                       | "Гриб" поднялся до 10 км, скорость подъёма ~220 км/час (С. 38). Выше тропопаузы облако развивается преимущественно в ширину (С. 39). Максимальный радиус поражения незащищённой чувствительной электроаппаратуры электромагнитным импульсом. Разбиты почти все обычные и часть армированных стёкол в окнах (С. 11) — может быть фатально морозной зимой плюс возможность порезов летящими осколками. Ближе этого радиуса человек не услышит грохот взрыва из-за вре́менной потери слуха от ударной волны (0,002 МПа и более) (С. 206), 160 дБ — звук выстрела из ружья калибра 7,7 мм близко от уха |
| | 2 мин.                        | 40 км                                 | 289 К 154 дБ                            | 0,001 МПа 3⋅10−6 МПа                                      | 341 м/с 2,34 м/с                                    | Скорость роста гриба ~200 км/ч, скорость воздуха в столбе невысоко от земли 460 км/ч (С. 94), столб движется уже не столько от начального импульса, сколько от движения ветров к эпицентру и выдавливания воздуха вверх (типа кумулятивного эффекта). Среднее разрушение обычного и слабое разрушение армированного остекления. Разбиты 1 % всех стёкол или 2 стекла на 10 человек (С. 195). Звук ударной волны 150 дБ соответствует шуму при взлёте ракеты Сатурн-5 или Н-1 на расстоянии 100 м. |
| | 2,5 мин.                      | 48 км                                 | 289 К 143 дБ                            | 0,00028 МПа                                               |                                                     | Возможно выбивание стёкол в окнах (С. 128, 621) 0,02 % от общего числа (С. 196). Звук 140—150 дБ — шум рядом со взлетающим самолётом, 140 дБ — максимальная громкость на рок-концерте. |
| | 4 мин.                        | 85 км 40 кДж/м²                       | 289 К 130 дБ                            | менее 0,0001МПа                                           | менее 341 м/с                                       | С этого расстояния при хорошей видимости выросший и зависший на 2—3 секунды перед началом подъёма огненный шар похож на большое неестественно яркое белое Солнце у горизонта, а в момент первого максимума (0,001 с) вспышка в 30 раз ярче полуденного светила(С. 34),(С. 25), может вызвать ожог сетчатки глаз, прилив тепла к лицу(С. 423). Подошедшая через 4 минуты ударная волна, если её направление совпадает с ветром, может сбить с ног человека, побить стёкла в окнах и поломать непрочные конструкции (как было на испытании РДС-37). В общем же случае она теряет оглушающую и разрушающую силу и вырождается в громоподобный звук, слышимый за сотни километров. «Гриб» поднялся свыше 16 км, скорость подъёма ~140 км/час (С. 38). |
| | 8 мин.                        | 165 км                                | 288 К                                   | —                                                         | 340 м/с                                             | Вспышка не видна за горизонтом, зато видно сильное зарево и затем огненное облако. Выросший «гриб» на таком расстоянии на пределе видимости, он прекращает подъём, его высота 18—24 км, из них облако 9 км в высоту и 20—30 км в диаметре (С. 39, 94), (С. 48), (С. 23), своей широкой частью оно «опирается» на тропопаузу (С. 41). Ветер к эпицентру утихает, пылевой столб высотой ок. 10 км останавливается и начинает распад и осаждение. |
| | 20 мин.                       | 410 км                                |                                         |                                                           | 340 м/с                                             | На таком расстоянии виден только отблеск на небе; звук взрыва не слышен, но пройдёт беззвучная воздушная волна (наподобие волны в океане), уходящая ещё на многие тысячи км (С. 67). Через 20 минут в облаке прекращается тороидальное вращение (С. 31). Вес водяного пара, заброшенного в стратосферу, порядка нескольких десятков тысяч тонн (С. 31). Осевший столб накрывает пылью район протяжённостью в несколько километров. Грибовидное облако наблюдается около часа или более, пока не развеется ветрами и не перемешается с обычной облачностью (С. 40). |
| Условия в сфере: темп-ра давление плотность пробег света                                                      | Время Ярк-ть и цвет вспыш- ки | Рассто- яние Радиац. Световой импульс | УСЛОВИЯ Темпера- тура Пробег света Звук | В УДАРНОЙ Давление фронта отражения напора Плотность      | ВОЛНЕ Скорость фронта Время⊕ Скорость напора Время⇒ | Примечания |
| Примечания 1. 2. 3. 4. 5. 6. 7. 8. 9. 10. 11. 12. 13. 14. 15. 16. 17. 18. 19. 20. 21. 22. 23. 24. 25. 26. 27. |                               |                                       |                                         |                                                           |                                                     | |